# Comuna de Krosno Odrzańskie
Krosno Odrzańskie (em polonês/polaco: Gmina Krosno Odrzańskie) é uma comuna na Polônia, na voivodia da Lubúsquia e no condado de Krosno. A sede do condado é a cidade de Krosno Odrzańskie.
De acordo com os censos de 2004, a comuna tem 18 610 habitantes, com uma densidade 88 hab/km².

## Área
Estende-se por uma área de 211,52 km², incluindo:
- área agrícola: 32%
- área florestal: 47%

## Demografia
Dados de 30 de Junho 2004:
|                      | Total   | Total | Mulheres | Mulheres | Homens  | Homens |
| -------------------- | ------- | ----- | -------- | -------- | ------- | ------ |
|                      | pessoas | %     | pessoas  | %        | pessoas | %      |
| População            | 18 610  | 100   | 9451     | 50,8     | 9159    | 49,2   |
| Densidade (pop./km²) | 88      | 100   | 44,7     | 44,7     | 43,3    | 43,3   |

De acordo com dados de 2002, o rendimento médio per capita ascendia a 1321,91 zł.

## Subdivisões
- Bielów, Brzózka, Chojna, Chyże, Czarnowo, Czetowice, Gostchorze, Kamień, Łochowice, Marcinowice, Nowy Raduszec, Osiecznica, Radnica, Retno, Sarbia, Strumienno, Szklarka Radnicka, Stary Raduszec, Wężyska.

## Comunas vizinhas
- Bobrowice, Bytnica, Czerwieńsk, Dąbie, Gubin, Maszewo